# 사가 프론티어 2
《사가 프론티어 2》(SaGa Frontier 2, サガ フロンティア 2)는 일본 개발사 스퀘어가 제작한 1999년 롤플레잉 비디오 게임이다. 《사가》 시리즈의 여덟 번째 작품으로 플레이스테이션으로 제작됐다. 시리즈 총괄 기획자 카와즈 아키토시가 디렉터를 맡았으며 음악은 하마우즈 마사시가 담당했다. 일본 지역에서 1999년 4월 1일 처음 발매됐으며, 그 외 서양 지역에선 이듬해인 2000년에 출시됐다.
중세 게르만 및 앵글로색슨 문화에서 영향을 받은 가상의 중세 판타지 세계 '샌데일 (Sandail)'을 무대로 한다. 게임의 이야기는 크게 두 개로 나뉘는데, 왕국에서 추방당한 왕위계승자 구스타프 13세와 부모의 살해 뒤의 음모를 밝히려하는 청년 윌리엄 나이츠 두 명의 이야기가 번갈아가며 진행된다.
《사가 프론티어 2》는 출시 직후 대체적으로 긍정적인 호평을 받았으며, 이후 일본서 염가판이 여러 차례 발매됐다.

## 개발
《사가 프론티어 2》는 일본 잡지 〈더 플레이스테이션〉 1998년 9월호에서 처음 공개됐으며, 당시 스퀘어는 1년 전에 발매했던 《사가 프론티어》와는 전혀 다른 색다른 작품으로 연출할 것이라 예고했다. 공개 당시 출시 예정 시기는 1999년 봄이었다.

## 반응
《사가 프론티어 2》는 일본서 출시 후 2004년 12월까지 675,000장의 판매량을 기록해 상업적 성공을 거뒀다.